# تل غزال
 تل غزال قرية سوريّة تتبع إداريّاً لمحافظة حلب منطقة عين العرب ناحية مركز عين العرب، تشتهر قرية بتلها الأثري وكثرة المغارات فيها. بلغ تعداد سكانها 1,142 نسمة حسب التعداد السكاني لعام 2004.